# Bitwa pod Cajamarca
Bitwa pod Cajamarca – starcie zbrojne, które miało miejsce 16 listopada 1532 roku. Była to bitwa pomiędzy siłami hiszpańskimi dowodzonymi przez Francisco Pizarra a wojownikami Inków dowodzonymi przez Atahualpę. W wyniku zaskoczenia armia Pizarra pokonała siły Atahualpy, liczące ok. 7 tys. Inków.
Krótko przed bitwą Atahualpa pozwolił wyprawie Pizarra wkroczyć do państwa Inków. Dotarcie ekspedycji Pizarra do królestwa miała miejsce w momencie obchodzenia święta religijnego. Atahualpa dysponował armią liczącą 80 tys. żołnierzy. Krótko przed bitwą zdecydował się pozostawić większość swojej świty poza Cajamarcą. Pizarro prawdopodobnie planował zaskoczyć Inków. Mieli oni przestraszyć się broni palnej, zbroi i koni. W skład sił Pizzara wchodziło niecałe dwieście osób, z czego 67 z nich stanowili kawalerzyści, 102 było piechurami, ponadto oddział miał 4 armaty z obsługą. Kilkunastu żołnierzy dysponowało arkebuzami, pozostali prawdopodobnie byli uzbrojeni w miecze, piki i kusze.
Przed wyruszeniem do Cajamarki Atahualpa złożył ofiary bogom, a następnie udał się na spotkanie z Hiszpanami. Po przybyciu na plac w Cajamarce spotkał ojca Fraya Vicentego de Valverde i tłumacza (według źródeł miał imię Filipillo lub Martinilli). Reszta Hiszpanów czekała w ukryciu, przygotowana na atak. Ojciec de Valverde miał czytać Atahualpie nauki z brewiarza. Wódz Inków poprosił ojca de Valverdego o podanie mu brewiarza. Mając książkę w ręku i nie mogąc jej otworzyć, rzucił ją na ziemię (według innej relacji Atahualpa przekartkował książkę i przyłożył ją do ucha, by przekonać się, czy faktycznie mówi ona to, co czytał kapłan. Nie słysząc nic wściekły Atahualpa rzucił brewiarz na ziemię).
Gest Atahualpy był sygnałem dla jego świty, że bóg Hiszpanów jest fałszywy i nie miał żadnej mocy. Według relacji Pedra Pizarra i Pedra Ciezy de Leóna Atahualpa zażądał podania mu miecza. Zaraz po tym Pizarro rozpoczął atak. Zdezorientowani Inkowie zostali zaatakowani przez hiszpańską konnicę i żołnierzy uzbrojoną w arkebuzy. Zaskoczeni Inkowie nie mieli nawet czasu, by chwycić za broń. Ogromny strach wśród Inków wzbudzał proch strzelniczy. Podczas walk Atahualpa trafił do hiszpańskiej niewoli. W bitwie zginęło 7 tys. Inków, podczas gdy ani jeden Hiszpan nie został ciężko ranny.
Uwięzienie Atahualpy było szokiem dla Inków, postrzegających monarchę jako boga. Inkowie zapłacili ogromny okup w złocie za uwolnienie Atahualpy, ale Pizarro wydał rozkaz uduszenia więźnia (według innego źródła Atahualpa został spalony żywcem). Atahualpa zginął 26 lipca 1533 roku. Pizarro wydał rozkaz zamordowania króla Inków ze strachu, że po wypuszczeniu mógłby przygotować zemstę na Hiszpanach. Wkrótce potem poprzez krwawe podboje i negocjacje z lokalnymi przywódcami Hiszpanie stopniowo podbili państwo Inków.